# Gustavo Mendes
Gustavo Mendes Miranda (Guarani, 30 de janeiro de 1989), é um  humorista e roteirista brasileiro. Começou a carreira na internet em 2008 satirizando a então presidente Dilma Rousseff. Destacou-se em humorísticos como Show do Tom, Zorra Total e Agora É Tarde até chegar no Multishow, onde protagonizou os sitcom Treme Treme e Xilindró.

## Carreira
Gustavo Mendes nasceu na cidade de Guarani, na zona da mata de Minas Gerais. O ator surgiu no cenário de humor brasileiro por meio da internet. Com mais de 20 milhões de visualizações no Youtube, sua interpretação da presidente Dilma se transformou num fenômeno nas redes sociais. Em 2005, foi vencedor do show de talentos promovido pela TV Alterosa, afiliada do SBT em Minas Gerais. Mais tarde, foi destaque do 6º festival de piadas, promovido pelo Show do Tom, da TV Record
Em 2012, recebeu um convite de Cláudio Manoel e passou a integrar o elenco do Casseta & Planeta Vai Fundo, que foi ao ar no mesmo ano pela TV Globo. No programa, Gustavo representou os apresentadores Cassandra Anemberg e Sérgio Chapelin, a presidente Dilma Rousseff e outros. Ainda na TV Globo, interpretou o Colunista Social Eloy Di Marco na novela Cheias de Charme.
Atualmente, além dos seus dois programas no canal Multishow, Gustavo não perdeu as raízes e ainda produz conteúdo para a internet, além de viajar o Brasil com seu novo espetáculo de humor Gustavo Mendes Atrevido.

## Vida pessoal
Gustavo Mendes está morando em São Paulo e possui dois cachorros, Ruffus e Gohan, que eventualmente participam de seus vídeos voltados para a internet. Em 2019, revelou ser homossexual e também que estava namorando um de seus fãs, cujo relacionamento terminou em março de 2020.

## Filmografia

### Televisão
| Ano     | Título                      | Personagem / Cargo | Notas                   |
| ------- | --------------------------- | ------------------ | ----------------------- |
| 2009–11 | Show do Tom                 | Vários personagens |                         |
| 2012    | Casseta & Planeta Vai Fundo | Vários personagens |                         |
| 2012    | Cheias de Charme            | Eloy Di Marco      |                         |
| 2013    | Zorra Total                 | Vários personagens |                         |
| 2014    | Agora É Tarde               | Dilma Rousseff     |                         |
| 2015–19 | Treme Treme                 | Belmiro            |                         |
| 2016–20 | Xilindró                    | Amadeus dos Santos |                         |
| 2016–20 | Xilindró                    | Lázara Camburão    |                         |
| 2018    | Tá no Ar: a TV na TV        | Dilma Rousseff     | Episódio: "14 de abril" |

### Internet
| Ano           | Título         | Personagem                          |
| ------------- | -------------- | ----------------------------------- |
| 2010–presente | Gustavo Mendes | Vários personagens                  |
| 2012–15       | Parafernalha   | Dilma Rousseff / Vários personagens |

### Videoclipe
| Ano  | Título       | Artista      |
| ---- | ------------ | ------------ |
| 2013 | "Pole Dance" | Ana Carolina |

## Teatro
| Ano           | Título                             | Personagem         | Notas    |
| ------------- | ---------------------------------- | ------------------ | -------- |
| 2011          | DimaIS                             | Vários personagens |          |
| 2011          | Chazinho no Inferno                | Vários personagens |          |
| 2011–14       | Ponto GG                           | Vários personagens |          |
| 2012–13       | Na Sarjeta - Meu Mundo Caiu        | Madalena           |          |
| 2012–14       | Mais Que Dilmais                   | Ele mesmo          | Stand Up |
| 2014–15       | Um Show com Tudo Dentro            | Ele mesmo          | Stand Up |
| 2015–presente | Gustavo Mendes Atrevido            | Ele mesmo          | Stand Up |
| 2020          | Gustavo Mendes Salve Meu Casamento | Ele mesmo          | Stand Up |